# 苅田町消防本部
苅田町消防本部（かんだまちしょうぼうほんぶ）は、福岡県京都郡苅田町の消防部局（消防本部）。管轄区域は苅田町全域。

## 概要
出典による。
- 消防本部：苅田町京町2丁目4番地4
- 管内面積：48.98km2
- 消防署1カ所
- 配置車両
  - 消防ポンプ車:1
  - 水槽付消防ポンプ車:2
  - 化学消防ポンプ自動車:1
  - 救助工作車:1
  - 高規格救急車:2
  - 資機材搬送車:1
  - 指令車:1
  - 指揮車:1
  - 防災査察車:1
  - 連絡車:1

## 沿革
- 1965年（昭和40年）10月 -  苅田町消防本部設置

## 組織
- 本部 - 総務課、警防課、予防課
- 消防署 - 警備第1・第2

## 消防署
| 消防署       | 住所                  |
| ------------ | --------------------- |
| 苅田町消防署 | 苅田町京町2丁目4番地4 |